# Hmelnițke, Cernihivka
Hmelnițke (în ucraineană Хмельніцьке, în germană Friedensdorf) este un sat în comuna Șîrokîi Iar din raionul Cernihivka, regiunea Zaporijjea, Ucraina. Satul a fost locuit de germanii pontici.   

## Demografie
Componența lingvistică a localității Hmelnițke
     Ucraineană (90,78%)
     Rusă (9,22%)
Conform recensământului din 2001, majoritatea populației localității Hmelnițke era vorbitoare de ucraineană (90,78%), existând în minoritate și vorbitori de rusă (9,22%).